# Spinnerei Hard

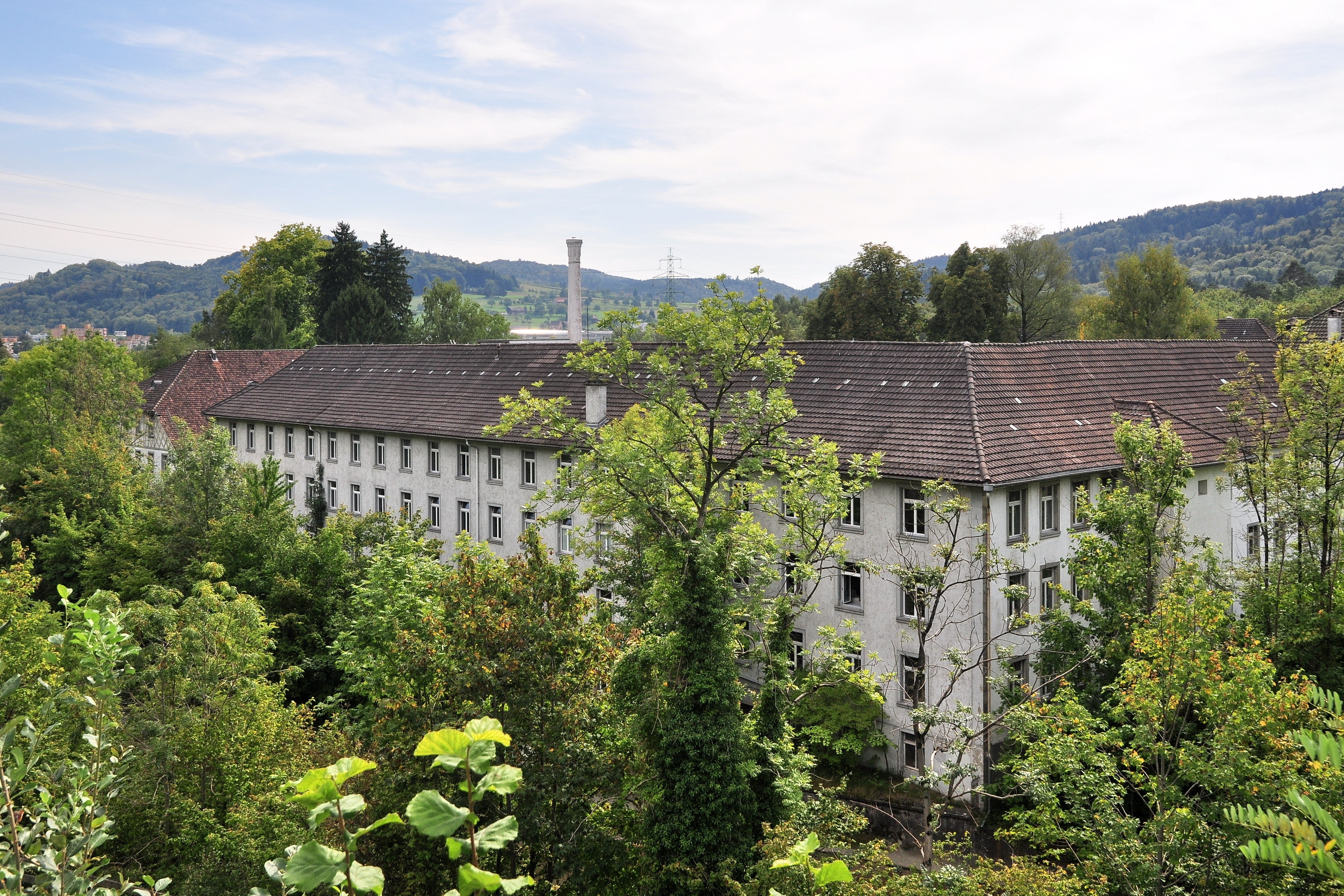
Ansicht von der Winterthurerstrasse in Neftenbach (2011)

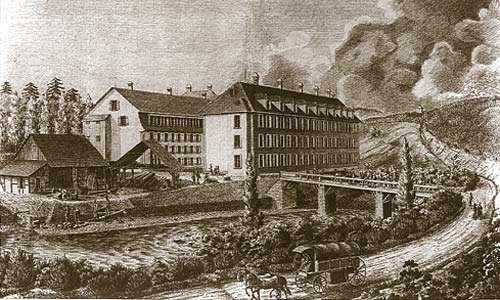
Die Spinnerei Hard um 1820

Die Spinnerei Hard gilt als erste erfolgreiche mechanische Spinnerei der Schweiz und eine der ersten auf dem europäischen Kontinent. Sie wurde 1801–1802 am westlichen Rand von Wülflingen, das heute ein Stadtteil von Winterthur im Kanton Zürich ist, an der Töss errichtet. Die Fabrik, die anfangs eine Aktiengesellschaft war, wurde von den Familien Sulzer, Sulzer-Wart, Ziegler und Haggenmacher mit französischem Kapital als «Hardgesellschaft Winterthur» erbaut. Die im klassizistischen Stil erbaute Anlage steht heute unter nationalem Denkmalschutz.

## Geschichte
Der Spinnerei wurde in der Hard erbaut, wo der damals nächstliegende, noch nicht wasserrechtlich geschützte Wasserfall bei Winterthur lag. Zu Beginn gab es in der Spinnerei 44 mechanische Spinnstühle, die zusammen rund 8000 Heimspinner arbeitslos machten. Neben den Spinnstühlen gehörten auch ein Arbeiter-, Pächter- sowie Herrschaftshaus zum Betrieb. 1811 wurde die Spinnerei erstmals erweitert. 1817 kamen ein Internat für die Arbeiter mit Schlafsaal sowie eine Bäckerei und ein Waschhaus dazu. Für eine eigene Nahrungsversorgung wurden 1822 eine Scheune mit Landwirtschaftsbetrieb und 1825 eine eigene Mühle fertiggestellt. 1824 kam zur Spinnerei eine Weberei hinzu. In den 1820er-Jahren ging die erste Blütezeit der Fabrik zu Ende, und das Internat musste geschlossen werden.
1841/42 wurde die Hardgesellschaft wegen der Wirtschaftskrise von 1837 liquidiert, und Karl Sebastian von Clais übernahm die Spinnerei. Zu dieser Zeit produzierte die mechanische Werkstätte der Hard eigene Spinn- und Webmaschinen und verkaufte sie an andere Spinnereien. Mit der Wirtschaftskrise von 1857 begann der Niedergang der Spinnerei Hard. Die drei Söhne konnten nach dem Tod von Clais im Jahre 1858 die Firma nicht mehr halten, und sie wurde 1866 verpfändet.
Die Spinnerei wurde von Elmar Wild aus Glarus und den Gebrüdern Honegger aus Wald übernommen. Diese verlängerten den Wasserkanal und erweiterten die Wasserkraftanlage und liessen die Spinnerei wieder aufblühen. Im Jahr 1874 wurden an der Wülflingerstrasse sieben Arbeiterwohnungen errichtet. 1918 wurde die Hard an das öffentliche Stromnetz angeschlossen. Nach dem Ersten Weltkrieg verschlechterte sich die Wirtschaftslage der Spinnerei zusehend, und die Textilproduktion wurde 1924 endgültig eingestellt.

## Nutzung nach Niedergang der Spinnerei
Nach dem Niedergang der Spinnerei übernahm die Knopffabrik Neftenbach im Februar 1924 die Fabrik, die vier Jahre später den Betrieb einstellte. Die eingegangene Knopffabrik wurde von Hans Stüdli übernommen und für sein Kunststoff-Spritz-/Presswerk umgebaut. Auf dem Areal wurde eine neue Industriehalle mit stützfreien Hallen erstellt. Das international tätige Unternehmen war bis zum Konkurs 1985 in der Hard ansässig.
Im Rahmen der Wirtschaftskrise der 1930er-Jahre wurde auf dem Areal der Hard 1935 das erste schweizerische Berufslager für arbeitslose, jugendliche Metallarbeiter eröffnet. Diesem Beispiel folgten in der ganzen Schweiz 94 weitere Arbeitslager, darunter ein Lager für Elektrotechniker in der Hard. 1942 wurde ein Erweiterungsbau für Automechaniker erstellt. 1946 wurden die Arbeitslager der Hard von der Stiftung «Fachschule Hard» übernommen, die dort Weiterbildungskurse organisierte. Die heutige Schweizerische Technische Fachschule blieb bis 1962 in der Hard und bezog danach einen Neubau im Schlosstal.
Heute (2018) wird das Areal von der Gemeinschaft Hard verwaltet, die das Areal nach dem Niedergang der Firma Stüdli übernommen hat. Heute leben rund 140 Personen auf dem Areal, und es gibt etwa gleich viele Arbeitsplätze in diversen Gewerbebetrieben. Neben diversen Handwerksbetrieben wie der «Ego Elektrikergenossenschaft» befinden sich auch die Hardstudios sowie ein Bio-Bauernhof auf dem Areal.

## Kraftwerk Hard
1845 wurden die bisherigen Wasserräder von Karl Sebastian von Clais mit dem Einbau einer Jonval-Turbine von Rieter ersetzt. 1937 wurde die Wasserkraftanlage elektrifiziert und 1939 zwei neue Francis-Turbinen angeschafft. Im März 2014 wurde die alte Maschinenanlage stillgelegt.
Die Gemeinschaft Hard liess das alte Tösskraftwerk, dessen Komponenten integraler Bestandteil des Gebäudekomplexes sind, renovieren und erweitern, um den Stromertrag zu erhöhen und ökologische Massnahmen vorzunehmen. Mit der Verlagerung der Kraftwerkzentrale an den äussersten Rand der Siedlungsanlage (dort wo früher der Unterwasserstollen des alten Hardkraftwerks in die Töss mündete) konnte der Hochwasserschutz verbessert und das Lärmproblem der Turbine gelöst werden. Die neue doppelregulierte Kaplanturbine von Watex ist auf den Ausbaudurchfluss von 6,5 m 3/s und eine Nettofallhöhe von 10,47 m ausgelegt. Sie erreicht eine Leistung von 575 kW. Die erzeugte Spannung von 400 V wird über einen Trafo auf 11 kV hochgespannt und ins Netz der Stadtwerke Winterthur eingespeist.
Im März 2015 wurde mit dem neuen Kraftwerk zum ersten Mal Strom produziert. Mit einer durchschnittlichen jährlichen Stromerzeugung von rund 2,55 GWh kann diejenige des alten Kraftwerks (1,1 GWh) mehr als verdoppelt werden. Rund 12 Prozent des Stroms wird für die Selbstversorgung des Areals benötigt, der Rest kann als saubere Energie in das öffentliche Netz eingespeist werden. Das neue Wasserrecht wurde für weitere 60 Jahre erteilt.